# Alfredo Wagner
Alfredo Wagner este un oraș în Santa Catarina (SC), Brazilia.